# Staliczny
Staliczny (biał. Сталічны, ros. Столичный) – przystanek kolejowy w Mińsku, na Białorusi. Leży na linii Moskwa – Mińsk – Brześć.